# Boème
Die Boème (auch Boëme geschrieben) ist ein Fluss in Frankreich, der im Département Charente in der Region Nouvelle-Aquitaine verläuft. Sie entspringt im Gemeindegebiet von Chadurie, entwässert generell Richtung Nordwest und mündet nach rund 23 Kilometern südwestlich von Nersac als linker Nebenfluss in die Charente.

## Orte am Fluss
- Chadurie
- Nanteuillet, Gemeinde Voulgézac
- Mouthiers-sur-Boëme
- La Couronne
- Nersac

## Sehenswürdigkeiten
- Papiermühle La Courade aus dem 19. Jahrhundert, mit Herrenhaus – Monument historique[3]